# Greatest Hits from the Bong
Greatest Hits from the Bong (englisch für die größten Hits von der Bong) ist ein Best-of-Album der US-amerikanischen Rap-Gruppe Cypress Hill. Es erschien am 13. Dezember 2005 über die Labels Columbia Records und Sony BMG.

## Inhalt
Auf der Best-of-Zusammenstellung sind vor allem Singles aus den ersten sieben Studioalben von Cypress Hill enthalten. Dabei hat das Debütalbum Cypress Hill mit drei Liedern den größten Anteil. Des Weiteren befinden sich ein Remix zu Latin Thugs und die beiden neuen Tracks The Only Way und Ez Come Ez Go auf Greatest Hits from the Bong. In Europa kam das Album mit drei zusätzlichen Bonussongs auf den Markt.

## Produktion
Der Großteil der für das Best-of ausgesuchten Songs wurde vom gruppeneigenen Produzenten DJ Muggs produziert. Lediglich fünf der 15 Beats sind von anderen Produzenten beigesteuert worden. Diese sind The Alchemist, DJ Khalil, T-Ray, Kazzanova und „Fredwreck“ Nassar.

## Covergestaltung
Auf dem Albumcover steht mittig groß Cypress Hill, darunter steht etwas kleiner Greatest Hits from the Bong. Der Hintergrund ist dunkel gehalten, vereinzelt sind Totenschädel in gelblichem Farbton erkennbar.

## Gastbeiträge
Auf drei Liedern des Albums sind neben Cypress Hill noch andere Künstler vertreten. Der Rapper Tego Calderón ist bei dem Titel Latin Thugs und dem zugehörigen Reggaeton Mix zu hören, während Barron Ricks auf dem Bonussong Tequila Sunrise einen Gastauftritt hat.

## Titelliste
| #  | Titel                                            | Gastbeiträge  | Produzent                  | Länge | Album                 |
| -- | ------------------------------------------------ | ------------- | -------------------------- | ----- | --------------------- |
| 1  | How I Could Just Kill a Man                      |               | DJ Muggs                   | 4:08  | Cypress Hill          |
| 2  | Hand on the Pump                                 |               | DJ Muggs                   | 4:02  | Cypress Hill          |
| 3  | Latin Lingo                                      |               | DJ Muggs                   | 4:00  | Cypress Hill          |
| 4  | Insane in the Brain                              |               | DJ Muggs                   | 3:27  | Black Sunday          |
| 5  | I Ain’t Goin’ Out Like That                      |               | T-Ray                      | 4:25  | Black Sunday          |
| 6  | Throw Your Set in the Air                        |               | DJ Muggs                   | 4:06  | III: Temples of Boom  |
| 7  | Dr. Greenthumb                                   |               | DJ Muggs                   | 4:25  | IV                    |
| 8  | (Rock) Superstar                                 |               | DJ Muggs                   | 4:36  | Skull & Bones         |
| 9  | Latin Thugs                                      | Tego Calderón | The Alchemist              | 3:47  | Till Death Do Us Part |
| 10 | The Only Way                                     |               | DJ Khalil                  | 3:42  |                       |
| 11 | Ez Come Ez Go                                    |               | Fredwreck und Cypress Hill | 4:05  |                       |
| 12 | Latin Thugs (Reggaeton Mix)                      | Tego Calderón | DJ Kazzanova               | 3:37  |                       |
| 13 | Tequila Sunrise (Bonus-Track in Europa)          | Barron Ricks  | DJ Muggs                   | 4:42  | IV                    |
| 14 | Can’t Get the Best of Me (Bonus-Track in Europa) |               | DJ Muggs                   | 4:14  | Skull & Bones         |
| 15 | Lowrider (Bonus-Track in Europa)                 |               | DJ Muggs                   | 6:41  | Stoned Raiders        |

## Chartplatzierungen
Das Album erreichte unter anderem die Charts in Österreich und der Schweiz, wo es Platz 40 bzw. 61 belegte. Dagegen verpasste es den Einstieg in die deutschen Top 100.

## Rezeption
| Professionelle Bewertungen | Professionelle Bewertungen |
| -------------------------- | -------------------------- |
| Kritiken                   |                            |
| Quelle                     | Bewertung                  |
| cdstarts.de                | [ 3 ]                      |
| allmusic                   | [ 4 ]                      |
| RapReviews                 | [ 5 ]                      |

Von cdstarts.de bekam das Album 7,5 von möglichen zehn Punkten. Die Rezensentin Tanja Kraus schreibt, „die meisten Songs dieser Sammlung“ könnten „hörbar punkten“, wobei sich der Sprechgesang „hervorragend mit den ungewöhnlichen Beats vereint.“ Auch die beiden neuen Lieder werden positiv bewertet.